# Pelochares versicolor
Pelochares versicolor is een keversoort uit de familie dwergpilkevers (Limnichidae). De wetenschappelijke naam van de soort werd in 1838 gepubliceerd door Joseph Waltl.